# Короткохвостые веснянки
Короткохвостые веснянки, или капнииды, или капниды (лат. Capniidae), — семейство насекомых из отряда веснянок.

## Описание
В длину эти веснянки могут быть от 5 до 25 мм. Тело тёмноокрашенное. Церки усиковидные и состоят из 7—8 сегментов. Крылья прозрачные, на брюшке лежат плоско, иногда укорочены.

## Роды
В мировой фауне 315 вида из 17 родов.
- Allocapnia Claassen, 1928
- Apteroperla Matsumura, 1931
- Baikaloperla Zapekina-Dulkeit & Zhiltzova, 1973
- Bolshecapnia Ricker, 1965
- Capnia Pictet, 1841
- Capniella Klapálek, 1920
- Capnioneura Ris, 1905
- Capnopsis Morton, 1896
- Capnura Banks, 1900
- †Dobbertiniopteryx Ansorge, 1993
  - †Dobbertiniopteryx capniomimus, †Dobbertiniopteryx juracapnia
- Eocapnia Kawai, 1955
- Eucapnopsis Okamoto, 1922
- Isocapnia Banks, 1938
- Mesocapnia Raušer, 1968
- Nemocapnia Banks, 1938
- Paracapnia Hanson, 1946
- †Rovnocapnia Sinitshenkova, 2009
  - †Rovnocapnia ambita, †Rovnocapnia atra
- Takagripopteryx Okamoto, 1922
- Utacapnia Nebeker & Gaufin, 1967

## Распространение
Встречаются в Голарктике и Неатропике.